# Osman III.

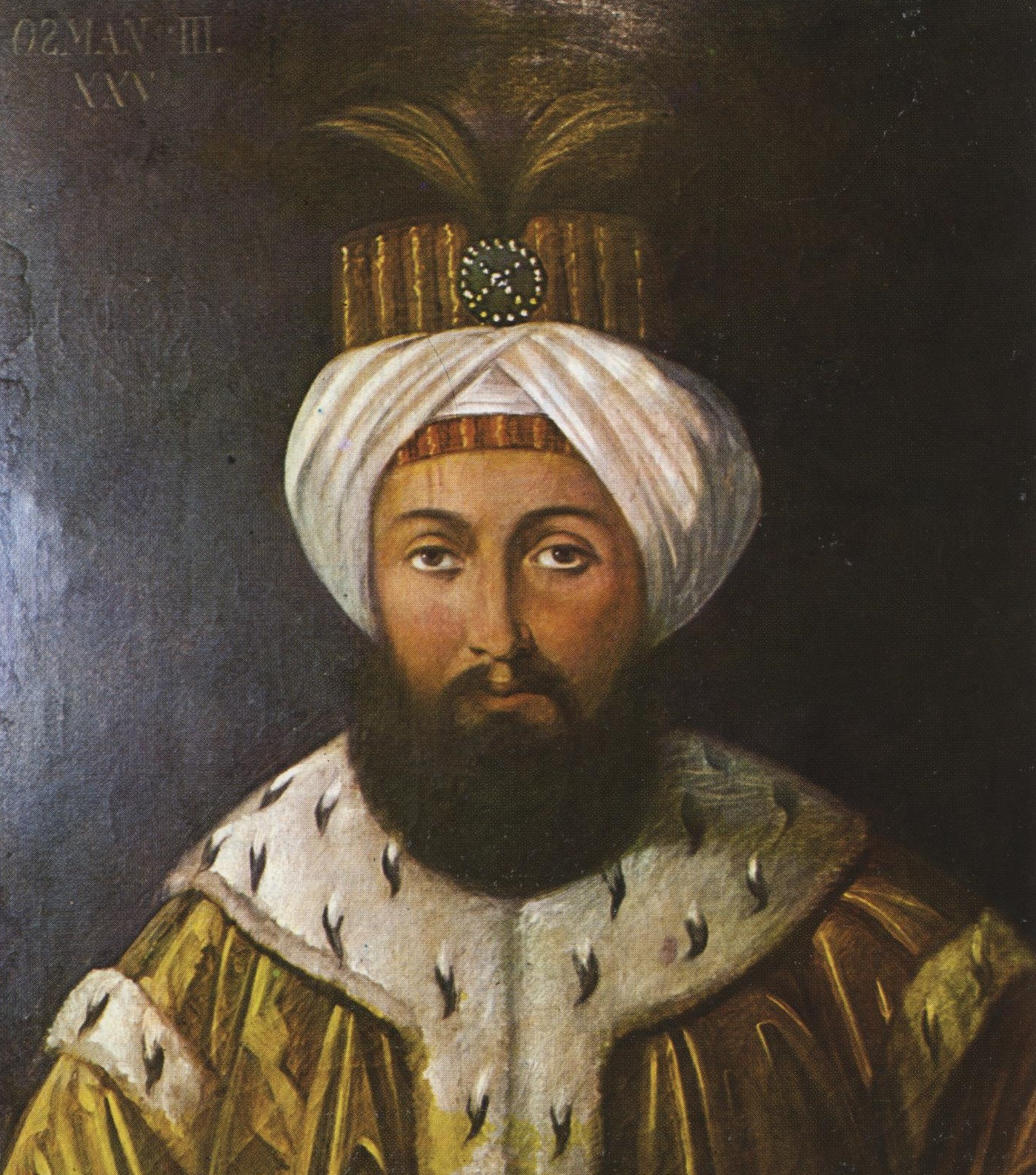
Osman III. (1699–1757)

Osman III. (osmanisch عثمان ثالث, türkisch Üçüncü Osman; geboren 2. Januar 1699 in Edirne; gestorben 30. Oktober 1757 in Istanbul) war von 1754 bis 1757 der 25. Sultan des Osmanischen Reiches.

## Leben
Osmans Vater war Sultan Mustafa II., seine Mutter die russischstämmige Prinzessin Şehüvar Valide Sultan (* ca. 1676; † 26. April 1756) Einige Historiker halten es aber auch für möglich, dass die Prinzessin Hadice († 1712) seine Mutter ist. Osman III. folgte 1754 seinem Halbbruder Mahmud I. nach. Er hatte 3 Ehefrauen (Hauptfrau: Leyla, zwei Nebenfrauen: Zevki, Ferhunde Emine), starb aber ohne Nachkommen. Sein Cousin Mustafa III. folgte ihm als 26. Sultan.
Osman III. wurde im Alter von 5 Jahren in den sogenannten Kafes verbracht, das Prinzengefängnis im Topkapı-Palast in Istanbul. Er lebte dort die folgenden 51 Lebensjahre. Isolation und latente Lebensgefahr, der osmanische Thronprätendenten in den Kafes ausgesetzt waren, beeinträchtigten seine psychische Verfassung und intellektuellen Fähigkeiten. Wie alle übrigen Insassen der Kafes war auch Osman III. von jeder Ausbildung und Vorbereitung auf die Übernahme des Sultanats abgeschnitten. Dank der in der Osmanendynastie beobachteten moslemischen Tradition erlernte Osman III. immerhin das Pantoffelmacherhandwerk.

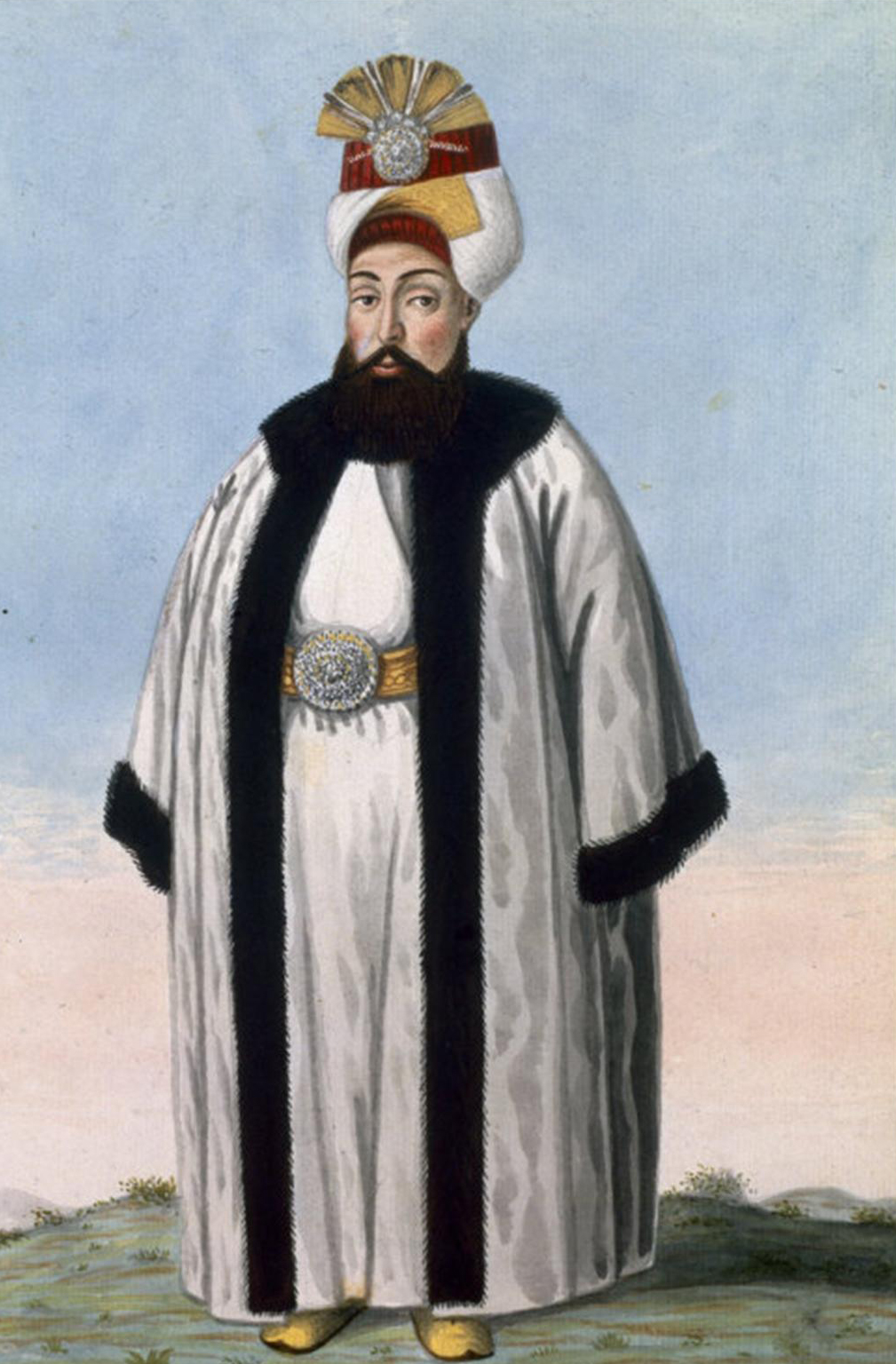
Osman III. (1699–1757)

Osman III. wird als jähzorniger und ungeduldiger, aber schwacher sowie extrem neugieriger Mann charakterisiert, der an Minderwertigkeitskomplexen litt. Launisch, sprunghaft, unentschlossen, erlag er leicht den Einflüsterungen seiner Umgebung. Die lange Isolation im Prinzengefängnis hatte aus ihm einen puritanischen Frömmler und scheuen »Weiberfeind« gemacht, der seine Tage grübelnd und meist in völliger Zurückgezogenheit verbrachte.
Nach dem Tod seines Halbbruders, Sultan Mahmuds I., am 13. Dezember 1754 folgte ihm der inzwischen 55-jährige Osman III. am selben Tag als Sultan nach. Als äußeres Zeichen seiner Machtübernahme fand am 22. Dezember 1754 in der Eyüp-Moschee am Goldenen Horn in Istanbul die Schwertumgürtung (»Kılıç Kuşanması«) statt. Sie ist einer Krönung im westlichen Sinne vergleichbar. Aus diesem Anlass ließ Osman III. 1,2 Mio. Piaster als traditionelles Geschenk an die Truppen auszahlen, um sich deren Loyalität zu versichern.
Bei seinem Regierungsantritt bestätigte Osman III. zwar zunächst den amtierenden Großwesir Köse Bahir Mustafa Pascha, den noch sein Vorgänger Mahmud eingesetzt hatte. In der Folge versuchte Osman jedoch, sich in allem so deutlich wie möglich vom Sultanat seines Halbbruders abzugrenzen. Er entließ die Musiker und Artisten Mahmuds I. und verbot ihnen jeden Zutritt zum Palast.
Die nur etwas mehr als 2 Jahre und 10 Monate währende Regierungszeit Osmans III. prägen keinerlei bedeutsame Ereignisse. Das Osmanische Reich befand sich in einer Phase der Stagnation. Der Frieden von Belgrad mit Österreich und Russland hatte Bestand. Ein Handelsvertrag mit Dänemark kam zustande, ein Bündnis mit Preußen scheiterte zunächst. Die Jahre des relativen äußeren Friedens wurden nicht zu einer inneren Stabilisierung des Reiches genutzt. In Algerien und Ägypten lockerte sich die osmanische Herrschaft. In Ostanatolien konnten Räuberbanden unbehelligt ihr Unwesen treiben.
Aus Mangel an Erfahrung und Übersicht überließ Osman III. die Politik des Reiches, von gelegentlichen, wenig sachgerechten Einmischungen abgesehen, anderen. Er konnte seiner Regierungszeit nur durch den siebenmaligen Wechsel des Großwesirs sowie durch eine Reihe von Verboten im öffentlichen Leben der Hauptstadt und des Reiches einen persönlichen Stempel aufdrücken.
Der häufige Wechsel des Großwesirs entspricht der kurzsichtigen und sprunghaften Natur Osmans III. Von den sieben Großwesiren seines Sultanats waren einige nur wenige Wochen im Amt, einen Großwesir ließ er enthaupten: 1. Bâhir Mustapha Pascha (30. Juni 1752 bis 15. Februar 1755), 2. Hekimoğlu Ali Pascha (15. Februar 1755 bis 18. Mai 1755), 3. Naili Abdullah Pascha (18. Mai 1755 bis 24. August 1755), 4. Nişancı Bıyıklı Ali (24. August 1755 bis 25. Oktober 1755, enthauptet), 5. Yirmisekizzade Mehmed Said Pascha (25. Oktober 1755 bis 1. April 1756), 6. Köse Bahir Mustapha Pascha (1. April 1756 bis 11. Januar 1757) und 7. Koca Raghıp Mehmed Pascha (11. Januar 1757 bis 8. April 1763).
Schon kurz nachdem er Sultan geworden war, griff Osman III. mit einer Reihe von Maßnahmen in das öffentliche Leben ein: Er verbot Alkohol in den Wirtshäusern, den Frauen untersagte er an den Dienstagen, Donnerstagen und Freitagen Spaziergänge in der Hauptstadt, Händler und Kaufleute wurden verpflichtet, in der Öffentlichkeit schlichte Kleidung zu tragen. Die Nichtmuslime (v. a. Christen und Juden) hatten Bekleidung zu tragen, die sie eindeutig als solche kennzeichnete. Diese Verbote können als Ausdruck der überstrengen Frömmigkeit Osmans III. und seines Unwillens gegenüber Frauen gelten. Sie wurden allerdings schon während seiner Regierungszeit mit wechselnder Konsequenz eingehalten und durchgesetzt, blieben aber noch unter seinem Nachfolger Sultan Mustafa III. in Kraft.
Zu den dunklen Seiten Osmans III. zählt die Ermordung seines Cousins, des Prinzen Mehmed (* 2. Januar 1717; † 2. Januar 1756). Während die Enthauptung des Großwesirs Nişancı Bıyıklı Ali die Folge eines spontanen Wutausbruchs Osmans III. war, den er kurz darauf bereute, war Mehmeds Tod geplant. Osman sah in dem fähigen und angesehenen Prinzen eine Gefahr für sich selbst und ließ ihn – wohl durch Gift – töten.
Mehrere Großbrände in Istanbul (22. Januar, 12. Juli, 27. September 1755, 24. Mai, 6. Juli 1756) fallen in die Regierungszeit Osmans III., die Teile der Hauptstadt zerstörten. Seinen Plan, beim Wiederaufbau statt der engen, verwinkelten Gassen breite Boulevards anzulegen, um bei künftigen Bränden Löscharbeiten zu erleichtern, vermochte er nicht durchzusetzen. Osman III. besaß ein gewisses Interesse für das Bauwesen. Nachdem er ein Schiffsunglück auf dem Marmarameer beobachtet hatte, betrieb er die Errichtung des »Ahırkapı-Leuchtturms« am westlichen Eingang des Bosporus. Während seines Sultanats wurde der Bau der Nuruosmaniye-Moschee (Osmanisches Licht, Lichtmoschee der Osmanen) im Istanbuler Stadtteil Eminönü vollendet und am 5. Dezember 1755 von ihm eröffnet.

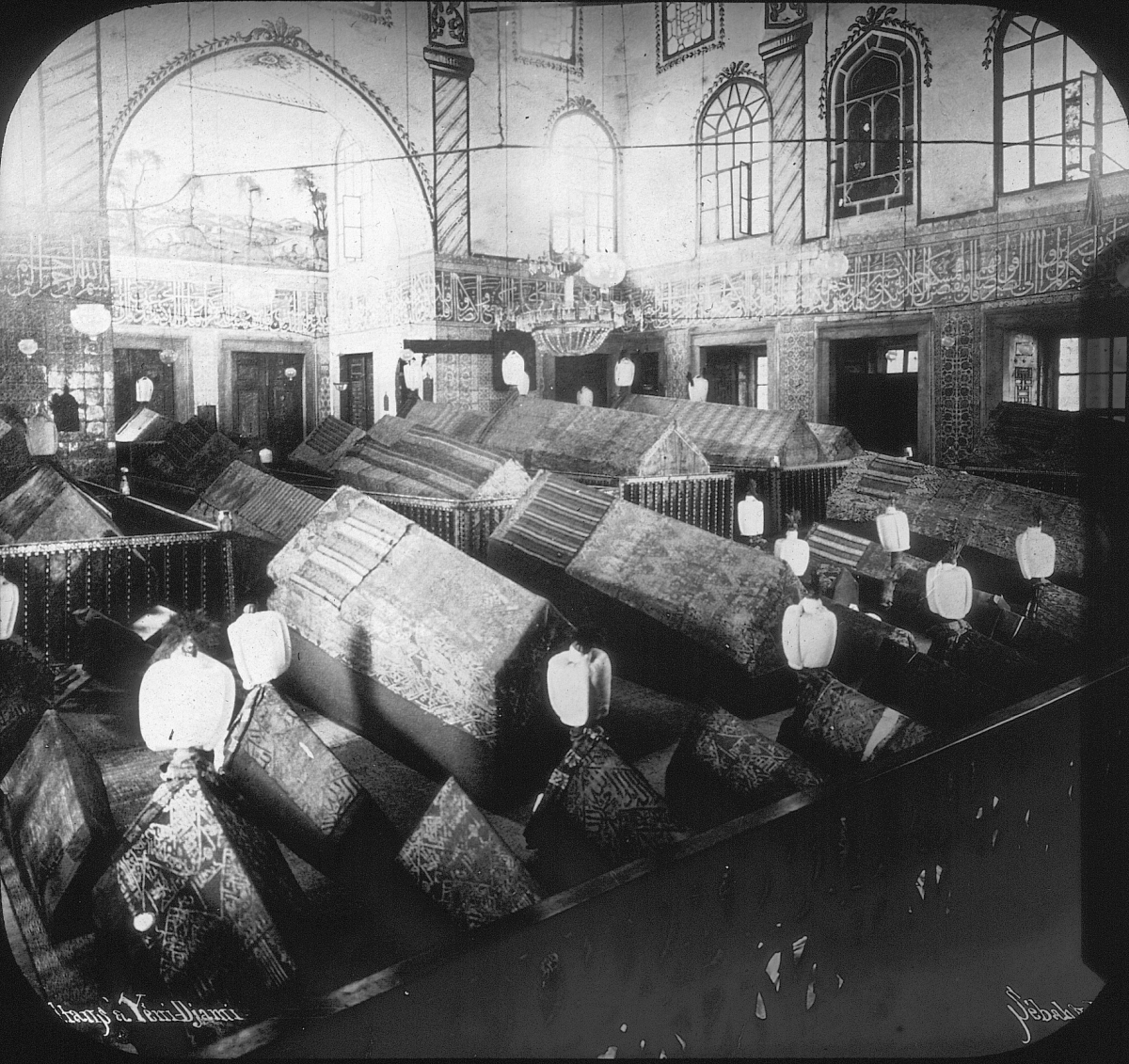
Yeni Cami in Istanbul

Die Eigenart der Persönlichkeit Osmans III. gab Anlass zur Entstehung von Anekdoten und Legenden: Osman III. hatte die Angewohnheit, in der Verkleidung eines Alim (Rechtsgelehrter) zu Fuß Spaziergänge in Istanbul zu machen. Den Einwohnern der Hauptstadt war aber wohl bekannt, um wen es sich tatsächlich handelte. Im Zusammenhang mit seinem Unwillen gegenüber Frauen wird berichtet, dass er Schuhe mit metallbeschlagenen Absätzen getragen habe. Im Palast konnten Frauen ihn so schon von weitem hören und sich entfernen. Offenbar auf einer Verwechslung Osmans III. mit seinem Nachfolger Mustafa III. beruht die angebliche Liaison mit seiner Nichte Chanum Sultan.
Nach kurzer Krankheit erlitt Osman III. einen Gehirnschlag und starb in der Nacht vom 29. auf den 30. Oktober 1757 im Alter von 58 Jahren im Topkapı-Palast in Istanbul. Er ist bei der Neuen Moschee in Istanbul (Yeni Cami, Turhan Sultan Türbesi) beigesetzt.